# كيم وو جين
كيم وو-جين (Hangul: 김우진; لفظ كوري: ‎[ki.mu.dʑin]‏ أو لفظ كوري: ‎[kim]‏ لفظ كوري: ‎[u.dʑin]‏; ولد 20 تموز, 1992) هو رياضي من كوريا الجنوبية في رياضة النبالة، صاحب التصنيف الأول في الترتيب العالمي وهو حامل الرقم القياسي العالمي في النبالة عن فئة فردي الرجال. وهو طالب ويعيش في تشنغجو. . في الألعاب الأوليمبية الصيفية عام 2016. فاز بأول ميدالية ذهبية أولمبية.

## روابط خارجية
- كيم وو جين على موقع الاتحاد الدولي للرماية بالسهام (الإنجليزية)
- كيم وو جين على موقع اللجنة الأولمبية الدولية (الإنجليزية)
- كيم وو جين على موقع أوليمبيديا (الإنجليزية)